# Edmond Stapfer
Edmond-Louis Stapfer (* 7. September 1844 in Paris; † 14. Dezember 1908 ebenda) war ein Schweizer, französisch-reformierter Theologe und französischer Religionswissenschaftler, Autor und Hochschullehrer für reformierte neutestamentliche Textforschung.

## Leben und Werk

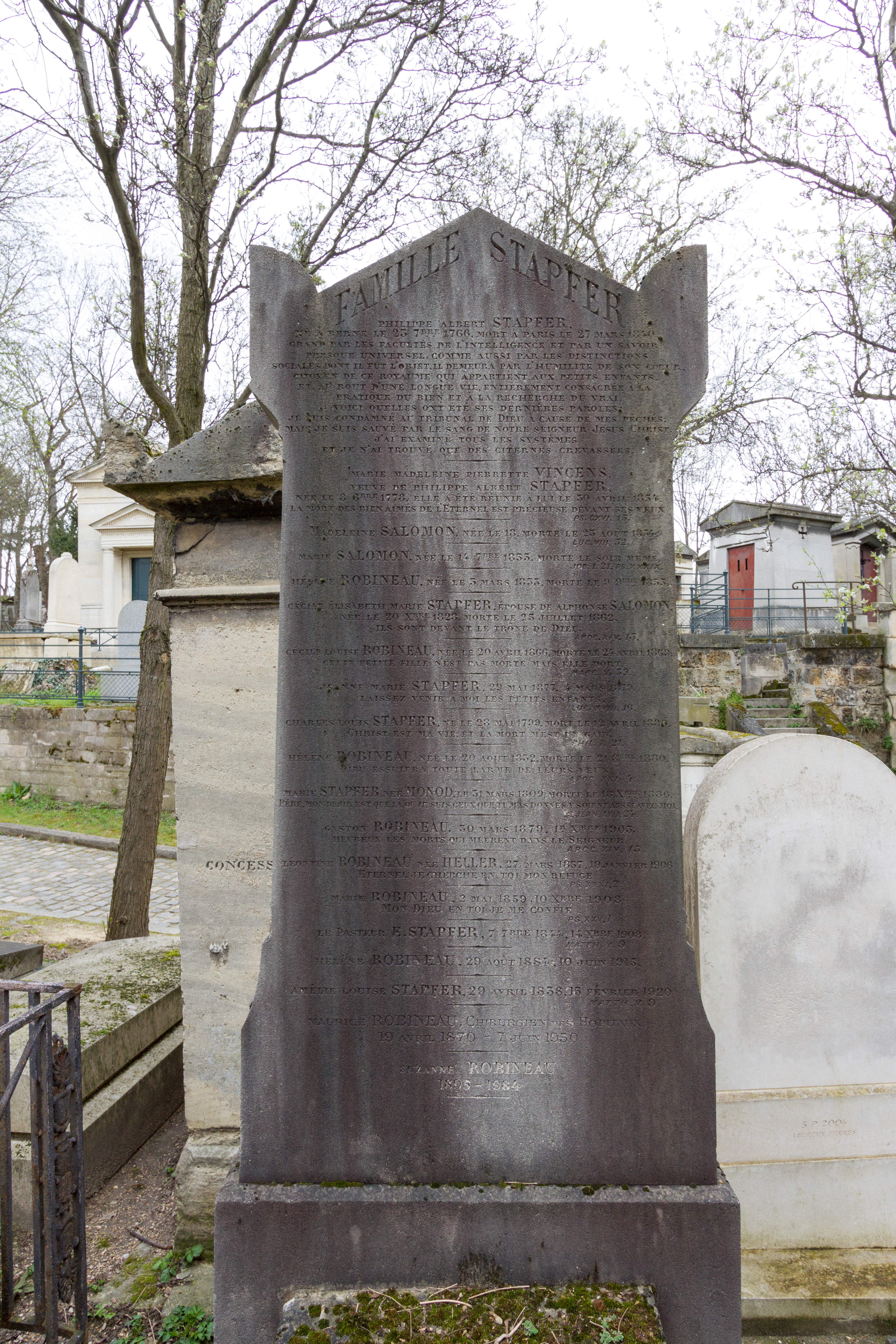
Familiengrab auf dem Friedhof Père-Lachaise, Division 36

Stapfers Eltern waren Charles-Louis Stapfer und Marie, geborene Monod. Sein Bruder war der Literaturwissenschaftler Paul Stapfer (1840–1917), sein Onkel Albert Stapfer und die Grossväter Philipp Albert Stapfer und Jean Monod.
Stapfer besuchte das Lycée Bonaparte in Paris und studierte anschliessend Theologie an der protestantischen Fakultät von Montauban sowie in Tübingen bei Johann Tobias Beck und in Halle bei August Tholuck. Stapfer heiratete 1870 Georgine Méjean und beendete 1876 sein Studium an der neugegründeten protestantischen Fakultät von Paris mit einer Dissertation über die religiösen Ideen in Palästina zur Zeit Jesu Christi.
Nachdem Stapfer für kurze Zeit als Vikar bei Eugène Bersier (1831–1889) tätig gewesen war, wurde er 1877 Pfarrer der evangelischen Gemeinde von Passy und gleichzeitig Religionslehrer am Lyceum Janson sowie ausserordentlicher Professor für Theologie an der Universität Paris. Stapfer war ein Anhänger der puritanischen Sprachschule und veröffentlichte zahlreiche wissenschaftliche Werke, u. a. die 1889 erschienene Übersetzung des Neuen Testaments. In der Folge wurde Stapfer zum ordentlichen Professor für die Auslegung des Neuen Testaments berufen. Zudem wirkte er in der Bibelgesellschaft von Paris und in zahlreichen Kommissionen und Vereinigungen.
Stapfer trat 1902 die Nachfolge von Auguste Sabatier an der Faculté de théologie protestante de Paris an, die damals an die Sorbonne angegliedert war. Seine letzte Ruhestätte fand er im Familiengrab auf dem Friedhof Père-Lachaise.